# Brahim Lahlafi
Brahim Lahlafi (Marruecos, 15 de abril de 1968) es un atleta marroquí retirado, especializado en la prueba de 5000 m en la que llegó a ser medallista de bronce olímpico en 2000.

## Carrera deportiva
En los JJ. OO. de Sídney 2000 ganó la medalla de bronce en 5000 metros, con un tiempo de 13:36.47 segundos, llegando a la meta tras el etíope Million Wolde y el argelino Ali Saïdi-Sief.